# Archaeoattacus
Archaeoattacus is een geslacht van vlinders uit de familie nachtpauwogen (Saturniidae).
De typesoort van het geslacht is Attacus edwardsii White, 1859

## Soorten
- Archaeoattacus edwardsii
- Archaeoattacus malayanus
- Archaeoattacus staudingeri